# تورا-سان بهانه می‌آورد
تورا-سان بهانه می‌آورد (انگلیسی: Tora-san Makes Excuses) یک فیلم کمدی ژاپنی محصول ۱۹۹۲ به کارگردانی یوجی یامادا است. این فیلم چهلمین و پنجمین فیلم از مجموعه محبوب و طولانی‌مدت اوتوکو وا تسورای یو است.

## خلاصه
رؤیای در خواب توراسان ژاپن در دوران میجی است و دکتر «کوروما تورا» در حال ترجمه «هملت» است. دو جوان به نام‌های میتسوئو و ایزومی در حال فرار به خانه او می‌آیند. تعقیب کننده‌ها به دنبال آنان به آنجا می‌آید، اما توراسان با مهارت ادبی و نظامی آنها را دفع می‌کند.
ایزومی با موفقیت در یک فروشگاه موسیقی در اوموته ساندو در توکیو شغل پیدا کرده‌است. میتسوئو می‌تواند بیشتر از قبل با ایزومی ملاقات کند و اوقات خوبی را با هم سپری می‌کنند.
توراسان در رستورانی در ابوراتسوکو در استان میازاکی، با «چوکو»، زنی که آرایشگاهی دارد، ملاقات می‌کند. وقتی چوکو داشت آه می‌کشید: «مگه یک آدم خوبی پیدا نمی‌شود؟» تورا که پولش تمام شده موهایش را نزد او کوتاه می‌کند و از باران در آرایشگاه او پناه می‌گیرد.